# Wapen van Borgloon

Het wapen van Borgloon

Het wapen van Borgloon is het heraldisch wapen van de Limburgse gemeente Borgloon. Het wapen werd op 21 oktober 1907 voor het eerst bij koninklijk besluit toegekend, vervolgens op 25 september 1980 in gewijzigde vorm toegekend en ten slotte op 4 januari 1995 in gewijzigde vorm per ministerieel besluit herbevestigd.

## Geschiedenis
Borgloon is lange tijd hoofdplaats geweest van het graafschap Loon. Rond 1200 kreeg de plaats Borgloon stadsrechten van Luik. Borgloon had twee schepenbanken, een binnen- en een buitenschepenbank. De binnenschepenbank volgde het Luikse recht en de buitenschepenbank volgde het Loonse recht. De twee schepenbanken bestonden vanaf het einde van de 14e eeuw uit dezelfde schepenen.
De oudste bekende zegels van Borgloon tonen hetzelfde schild als dat later het gemeentewapen werd: een schild van 10 dwarsbalken. Deze zegels stammen uit 1301 en 1309. Het schild op de zegels heeft nog de vorm van een gotisch schild. Boven het schild is een kasteel met drie torens geplaatst en rondom loopt een randschrift * + SCABINORVM DE LOOS. De kleuren van de balken zijn beschreven in de Bigot Roll: li quenz de Loz, l'escu burelé d'or et de geules.
In 1907 werd het wapen aangevraagd als zijnde alleen het schild, dus zonder buitenversierselen. Dit wapen werd aangevraagd op basis van de oude zegels.
Ook na de fusie tussen Borgloon, Gors-Opleeuw en Hoepertingen, in 1977, bleef het oude wapen in gebruik.
In 1991 besloot de gemeente de buitenversierselen aan te vragen. In eerste instantie alleen de kroon met vijf bladeren. Er zijn ook afbeeldingen bekend van het wapen met een dergelijke markiezenkroon. Omdat die afbeeldingen bekend zijn, kon het verzoek voor het wijzigen van het wapen ingewilligd worden. De takken met bloesems zijn eveneens na deze fusie, maar deze zijn niet historisch verantwoord. De takken zijn toegevoegd als zijnde een symbool voor de plaatselijke fruitteelt.

## Blazoeneringen
Het wapen heeft sinds 1907 drie verschillende omschrijvingen gekend.

### Eerste blazoenering
De blazoenering van het eerste wapen luidt als volgt:
Gedwarsbalkt van tien stukken goud en rood.
Het wapen bestaat uit alleen een schild dat uit vijf gouden en vijf rode banen bestaat.

### Tweede blazoenering
De tweede blazoenering luidt als volgt:
Een schild gedwarsbalkt van tien stukken goud en rood, voor eene burcht.
Dit wapen vertoont een zegel: het wapenschild voor een burcht met een hoofdtoren met aan weerszijden een toren met een muur en dan een lagere toren, allen met een vlag op het puntdak. Om de voorstelling heen een randschrift: * ADMINISTRATION COMMUNALE DE LOOZ * LIMBOURG. Door de burcht, ook wel burg of borg genoemd, achter het wapenschild te plaatsen verkreeg met een sprekend wapen.

### Derde Blazoenering
De derde blazoenering, het huidige, luidt als volgt:
Gedwarsbalkt van tien stukken van goud en van keel. Het schild getopt met een kroon met vijf fleurons, en geplaatst tussen twee onderaan gekruiste bloesemtwijgen van natuurlijke kleur.— Ministerieel besluit van 4 januari 1995.
Het schild bestaat uit tien dwarsbalken die afwisselend goud en rood zijn. Op het schild staat een markiezenkroon van vijf bladeren. Als schildhouder twee natuurlijk gekleurde takken met bloemen.

## Vergelijkbare wapens
Het wapen van Borgloon stamt af van het wapen van Loon en kan daardoor met de volgende wapens vergeleken worden:

Wapen van de graven van het graafschap Loon
Het wapen van Loon en alle afgeleide wapens daarvan
Het wapen van het Prinsbisdom Luik
Het wapen van Limburg